# Barra de endereço

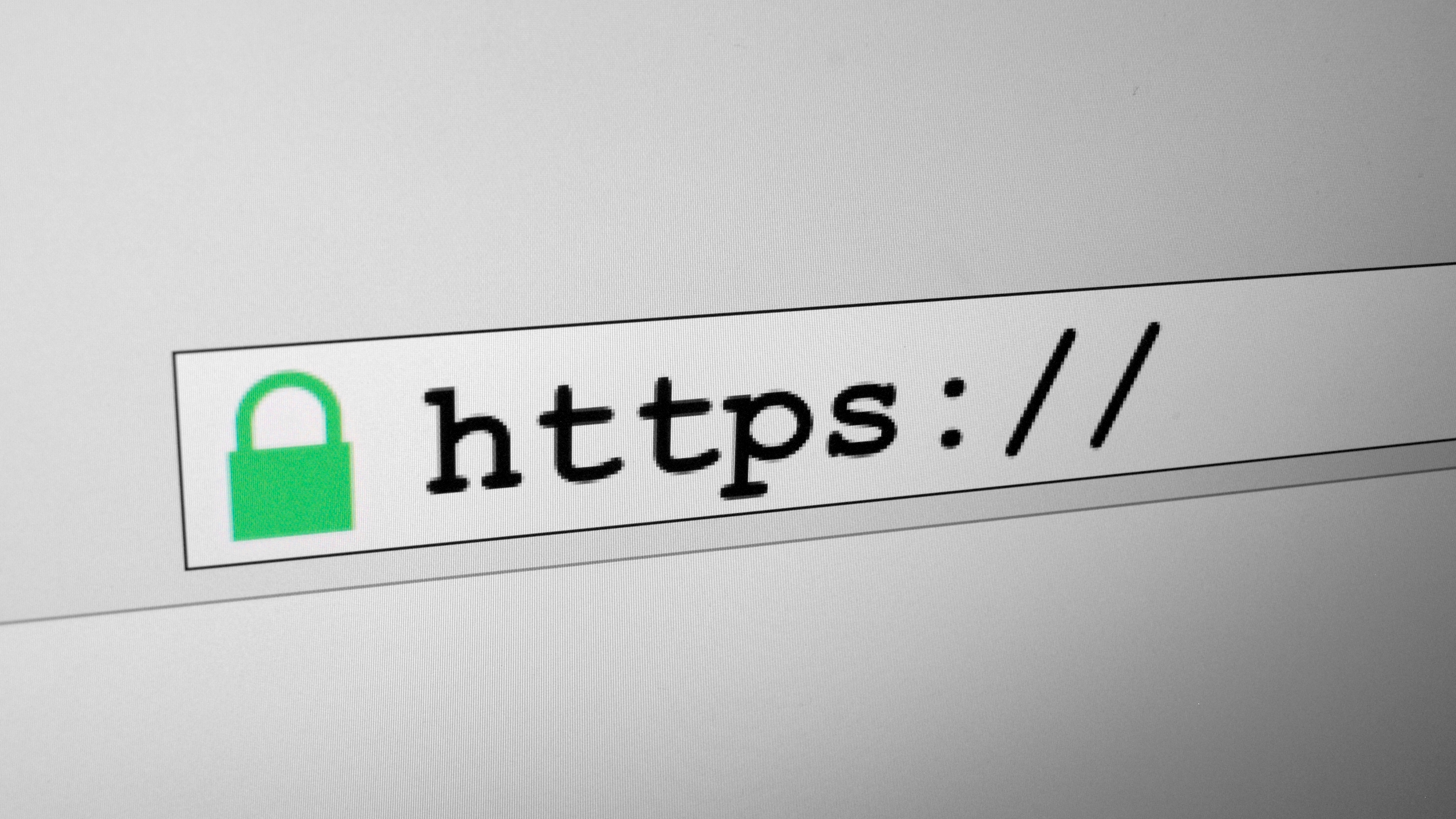
Barra de endereço.

Em computação, uma barra de endereço (do inglês address bar)
é um elemento de interface gráfica (isto é um componente widget)
que permite ou mostrar o URL (o caminho local) atual, ou aceitar o URL (o caminho local) digitada que o usuário deseja ir. Alguns widgets deste tipo também podem ter a função de autocomplemento como descrito abaixo. Geralmente,
em navegadores, gerenciadores de downloads, outros aplicações Web e também nos gerenciadores de arquivos, por exemplo, Windows Explorer.
Dependendo do widget toolkit ou aplicação em uso, existem muitos estilos de apresentação gráfica de barras de endereço.

## Barras de endereço em navegadores
Os elementos básicos usados com barras de endereço em navegadores são caixa de texto com URL em forma de protocolo://máquina/caminho/recurso e Favicon. Elementos adicionais associados com a barra de endereços do navegador variam e podem ser
- o botão  para adicionar a pagina atual aos marcadores (suportado no Mozilla Firefox e Google Chrome)
- o botão único para ir para o endereço, recarregar a página atual ou parar de carregar a página (suportado no Mozilla Firefox)
- a barra de progresso para mostrar estado do carregamento da página atual (suportado no Opera)
- o botão chamada Universal Edit Button  para ir para o endereço onde o usuário pode editar a página como na Wikipédia se a página atual é editável (suportado no Mozilla Firefox e Opera)
- o botão Lista de feeds  se RSS é disponível (suportado no Opera)